# Trous noirs et bébés univers et autres essais
 (juillet 2017).
Si vous disposez d'ouvrages ou d'articles de référence ou si vous connaissez des sites web de qualité traitant du thème abordé ici, merci de compléter l'article en donnant les références utiles à sa vérifiabilité et en les liant à la section « Notes et références ».
Trous noirs et bébés univers et autres essais (Black Holes and Baby Universes and Other Essays) est un livre de vulgarisation scientifique écrit par l'astrophysicien britannique Stephen Hawking.
Ce livre est une collection de textes et d'essais écrits par Hawking, concernant principalement la composition des trous noirs et les raisons pour lesquelles ils peuvent être des liens dans le développement d'autres univers. Hawking débat sur la thermodynamique des trous noirs, la relativité restreinte, la relativité générale et la mécanique quantique. Il décrit également sa jeunesse et la manière dont il vit avec sa sclérose latérale amyotrophique. Le livre comprend aussi une interview avec le professeur Hawking.